# Deportivo Bluefields
Deportivo Bluefields is een Nicaraguaanse voetbalclub uit de stad Bluefields. De club speelt in de hoogste klasse, maar won tot dusver nog geen prijzen. Wel staat de club bekend als leerschool, vele spelers van de grotere clubs begonnen hun carrière bij Bluefields.
Chinandega ·
Deportivo Las Sabanas ·
Deportivo Ocotal · 
Deportivo Walter Ferretti · 
Diriangén · 
Juventus Managua · 
Managua · 
Real Estelí · 
Real Madriz · 
UNAM Managua